# (74233) 1998 SU35
1998 أس يو 35 (ويعرف أيضًا باسم (74233) 1998 أس يو 35 وفق تسمية الكوكب الصغير) (بالإنجليزية: 1998 SU35)‏ هو كويكب ضمن حزام الكويكبات؛ وترتيبه 74233 من حيث الاكتشاف.
اكتُشف هذا الجُرم الفلكي بواسطة OCA–DLR Asteroid Survey ‏ في 24 سبتمبر 1998.

## وصلات خارجية
- (74233) 1998 SU35 في قاعدة بيانات مختبر الدفع النفاث لأجرام النظام الشمسي الصغيرة

- الاكتشاف · مخطط المدار ·  العناصر المدارية · المعلمات المادية

- (74233) 1998 SU35 على موقع ويكي سكاي: DSS2, SDSS, GALEX, IRAS, Hydrogen α, X-Ray, Astrophoto, Sky Map, Articles and images